# منظمة بونسوكرو
هي منظمة دولية غير ربحية ومتعددة أصحاب المصلحة تأسست عام 2008 لتشجيع زراعة قصب السكر الدائم. تقليل الآثار البيئية والاجتماعية لإنتاج قصب السكر مع الاعتراف بالحاجة إليه اقتصاديًا هو هدفها الأساسي. ويتم ذلك من خلال وضع معايير الاستدامة واعتماد منتجات قصب السكر بما في ذلك الإيثانول والسكر ودبس السكر. واعتبارًا من نوفمبر 2014 ، كان 3.7٪ من أراضي قصب السكر العالمية معتمدة من بونسوكرو من خلال المنظمات الأعضاء المنتشرة في أكثر من 20 دولة. حيث يوجد لدى بونسوكرو 207 عضو من مختلف الدول في جميع أنحاء العالم. وتمتلك هذه الشركات في الغالب مزارع لقصب السكر.
بونسوكرو هي واحدة من الشهادات القليلة التي وضعت معايير لانبعاثات غازات الاحتباس الحراري،  وبالتالي قررت المفوضية الأوروبية أنه يمكن استخدام معيار بونسوكرو لإثبات الامتثال لتوجيه الأوروبي بشأن معدات الراديو عند استيراد وقود الإيثانول،  وقد تم استخدام المعايير التي حددتها كل من بونسوكرو والمائدة المستديرة المنصوص عليها بخصوص بشأن معدات الراديو لتوسيع المبادئ التوجيهية للاتحاد الأوروبي لتشمل عوامل أخرى، مثل قضايا حيازة الأراضي على النحو المنصوص عليه في القانون الوطني.
وقد أهتم صانعي السياسة الكولومبية بالوصول إلى أسواق الاتحاد الأوروبي، ووصف الإتحاد الأوروبي بأنه يقود السياسة الوطنية للدول وكانت تهدف للحصول على 40٪ من قصب سكر بونسوكرو. ومع ذلك، فإن استخدام هذا الاعتماد للحديث عن الوقود الحيوي تسبب في قلق بشأن عواقب التكثيف في كولومبيا، على الرغم من أنه حتى نوفمبر 2014 لم تحصل أي من المطاحن على شهادة اعتماد. وقد تم توريد أول وقود إيثانول معتمد من بونسوكرو إلى أوروبا من البرازيل لأول مرة من خلال ميناء روتردام في عام 2012.